# Саиф Саид Шахин
Саиф Саид Шахин (арап. سيف سعيد شاهين, раније Стивен Чероно (енгл. Stephen Cherono); 15. октобар 1982.) некадашњи је кенијско/катарски тркач који је 19 година држао светски рекорд у трци на 3.000 метара са препрекама. Он је двоструки светски шампион у овој дисциплини. Његов најстарији брат, Кристофер Коскеи, Светски је првак у истој дисциплини из 1999.
На Светском првенству за млађе јуниоре 1999. победио је у трци на 2.000 метара. са препрекама. Две године касније, поставио је светски јуниорски рекорд у трци на 3.000 метара са препрекама на митингу у Бриселу 2001. са временом од 7:58,66.
Победио је у трци са препрекама на Играма Комонвелта 2002. за Кенију, и већ 2003. је примио држављанство Катара. Те године је постао светски шампион у овој дисциплини, иако је спор са Атлетским савезом Кеније значио да није имао право да се такмичи на Олимпијским играма 2004. Поставио је светски рекорд од 7:53,63 (седам минута, 53 секунде, 63 стотинке) у Бриселу, само десет дана након олимпијског финала. Касније те године победио је олимпијског шампиона Езекила Кембоија, на Светском атлетском финалу у Монаку 2004.
У сезони 2006. освојио је сребрну медаљу на 3.000 метара на Светском првенству у дворани и поставио низ азијских рекорда. Озбиљне повреде онемогућиле су га од краја 2006. до 2008. да оствари максимум на међународној сцени. Вратио се 2009. и 2010. године, али није успео да постигне исти ниво учинка и убрзо се повукао из врхунског спорта.

## Пресељење у Катар
Пријављено је да је Стивен Чероно добио до милион долара да би постао држављанин Катара, иако је то негирао. Неки извештаји наводе да му је давано 1.000 долара сваког месеца до краја живота за промену држављанства. Након што је око 40 спортиста напустило земљу, председник Мваи Кибаки одржао је говор пред Светско првенство 2005. у коме је рекао „Одупримо се искушењу да променимо наше држављанство ради финансијске добити“.
Када је под новим именом Саиф Саид Шахин победио у трци на 3.000 метара стипл на Светском првенству у Паризу 2003. његов млађи брат, Абрахам Чероно, који је такође трчао у финалу, отишао је са стазе и није честитао брату због његовог пребега и наступа за Катар.
Шахину је забрањено да се такмичи на Олимпијским играма 2004. због правила Међународног олимпијског комитета (МОК) да спортисти не могу да се такмиче на међународним такмичењима за неку другу земљу три године након што су се такмичили на међународном такмичењу за своју првобитну земљу. Ово правило се може одбацити ако се спортиста и управна атлетска тела из две укључене земље сложе са трансфером држављанства. Атлетска федерација Кеније се није сложила.
Шахинов потез је истакнут пример све веће глобализације у атлетици,. Земље попут Катара и Бахреина убедиле су афричке спортисте високог профила да промене националност. Ово је означило промену мотивације у трансферима спортиста, за разлику од, на пример, политички мотивисане промене Золе Бад, или питања брака и емиграције која су довела до тога да се Вилсон Кипкетер такмичи за Данску. Председник МОК-а Жак Рог такође је изразио забринутост у вези са кретањем спортиста из једне земље у другу, наводећи да је „оно што је лоше то што земље или организације желе да купују спортисте само за новац“.
Разумевање Шахиновим потезом, изразио је Мозес Киптануи, који је изјавио: „Видели смо много спортиста који су трчали на Олимпијским играма 1968. или 1974. па све до прошле године, где неки од њих живе у веома оскудној држави, веома су сиромашни упркос чињеници да су урадили велике ствари за своју земљу“.

## Такмичење за Катар
На Светском првенству 2005. Шахин је победио своје кенијске ривале Кембоја и Кипрута. Следећу годину је почео тако што је трчао азијски рекорд у дворани и освојио златну медаљу на 3.000 метара на Азијском првенству у дворани 2006. Прелазећи на светску сцену, трчао је на Светском првенству у дворани 2006. и освојио сребрну медаљу у трци на 3.000 метара, изгубивши од Кененисе Бекелеа за две секунде.
Његова успешна сезона имала је цену јер се, након игнорисања лекарских наредби, тендинитис у патели његовоих колена погоршао, а повреда Ахилове тетиве удвостручила је његове здравствене потешкоће. Као резултат тога, пропустио је низ великих такмичења, укључујући Азијске игре 2006., Светско првенство 2007. и Олимпијске игре у Пекингу 2008. Почео је тешко да хода и подвргнут је лечењу познатог специјалисте за спортске повреде Ханса-Вилхелма Милер-Волфарта.
На такмичења се вратио почетком 2009. на Светском првенству у кросу где је освојио је тринаесто место. Када се вратио на стазу поставио је лични рекорд на 3.000 метара на Атлетској супер награди Катара, трчећи 7:32,46 за четврто место. Међутим, на Светском првенству 2009. елиминисан је у квалификацијама трке на 5.000 м.
Учествовао је у својој првој елитној друмској трци 2010. године, трчећи на Београдској трци кроз историју. Завршио је тешку стазу дугачку 6 км за 16:57, што је било довољно за четврто место.

## Крај каријере
Није се такмичио на врхунском нивоу након 2010. године. Шахин је најавио да се формално повлачи из међународних такмичења у фебруару 2016. наводећи као разлог дуготрајну повреду ахилове тетиве. Шахин се вратио да живи у Елдорет, да води породични посао.

## Међународна такмичења
| Представљајући Кенију | Представљајући Кенију              | Представљајући Кенију           | Представљајући Кенију | Представљајући Кенију | Представљајући Кенију |
| Година                | Такмичење                          | Место                           | Пласман               | Дисциплина            | Резултат              |
| --------------------- | ---------------------------------- | ------------------------------- | --------------------- | --------------------- | --------------------- |
| 1999                  | Светско првенство за млађе јуниоре | Бидгошч, Пољска                 | 1.                    | 2000 м стипл          | 5:31.89               |
| 2001                  | Игре добре воље                    | Бризбејн, Аустралија            | 1.                    | 3.000 м стипл         | 8:19.98               |
| 2002                  | Игре Комонвелта                    | Манчестер, Уједињено Краљевство | 1.                    | 3.000 м стипл         | 8:19.41               |
| 2002                  | Афричко првенство                  | Тунис, Тунис                    | 3.                    | 3.000 м стипл         | 8:23.85               |
| Представљајући Катар  |                                    |                                 |                       |                       |                       |
| Година                | Такмичење                          | Место                           | Пласман               | Дисциплина            | Резултат              |
| 2003                  | Светско првенство                  | Париз, Француска                | 1.                    | 3.000 м стипл         | 8:04.39               |
| 2003                  | Азијско првенство                  | Манила, Филипини                | 2.                    | 1.500 м               | 3:42.79               |
| 2003                  | Азијско првенство                  | Манила, Филипини                | 2.                    | 5.000 м               | 13:58.92              |
| 2004                  | Светско првенство у кросу          | Брисел, Белгија                 | 5.                    | Трка сениора на 4 км  | 11:44                 |
| 2004                  | Светско првенство у кросу          | Брисел, Белгија                 | 2.                    | Екипни пласман        | 39 поена              |
| 2004                  | Светско војно првенство у кросу    | Бејрут, Либан                   | 1.                    | Трка сениора на 4 км  | 13:04                 |
| 2004                  | Светско војно првенство у кросу    | Бејрут, Либан                   | 1.                    | Екипни пласман        |                       |
| 2005                  | Светско првенство у кросу          | Сент Етјен, Француска           | 4.                    | Трка сениора на 4 км  | 11:42                 |
| 2005                  | Светско првенство у кросу          | Сент Етјен, Француска           | 3.                    | Екипни пласман        | 32 поена              |
| 2005                  | Светско првенство у кросу          | Сент Етјен, Француска           | 8.                    | Трка сениора          | 35:53                 |
| 2005                  | Светско првенство у кросу          | Сент Етјен, Француска           | 3.                    | Екипни пласман        | 42 поена              |
| 2005                  | Светско првенство                  | Хелсинки, Финска                | 1.                    | 3.000 м стипл         | 8:13.31               |
| 2006                  | Азијско првенство у дворани        | Патаја, Тајланд                 | 1.                    | 3.000 м               | 7:39.77               |
| 2006                  | Светско првенство у дворани        | Москва, Русија                  | 2.                    | 3.000 м               | 7:41.28               |
| 2006                  | Светско првенство у кросу          | Фукуока, Јапан                  | 9.                    | Трка сениора на 4 км  | 11:08                 |
| 2006                  | Светско првенство у кросу          | Фукуока, Јапан                  | 4.                    | Екипни пласман        | 66 поена              |
| 2006                  | Континентални куп                  | Атина, Грчка                    | 1.                    | 5.000 м               | 13:35.30              |
| 2006                  | Континентални куп                  | Атина, Грчка                    | 1.                    | 3.000 м стипл         | 8:19.09               |
| 2009                  | Светско првенство у кросу          | Аман, Јордан                    | 13.                   | Трка сениора          | 35:28                 |
| 2009                  | Светско првенство                  | Берлин, Немачка                 | Полуфинале            | 5.000 м               | 13:26.35              |

## Лични рекорди
- 1.500 метара – 3:33,51 (2006)
- 2.000 метара – 5:03,06 (2001)
- 3.000 метара – 7:32,46 (2009)
- Две миље – 8:18,80 (1999)
- 5.000 метара – 12:48.81 (2003)
- 2.000 метара са препрекама – 5:14,53 (2005)
- 3.000 метара са препрекама – 7:53,63 (2004)
- 10 миља – 46:37 (2010)

## Снимци
- Саиф Саид Шахин побеђује у финалу трке на 3.000 метара стипл на Светском првенству у Паризу 2003.
- Саиф Саид Шахин побеђује у финалу трке на 3.000 метара стипл на Светском првенству у Хелсинкију 2005.